# Cintura di rocce verdi delle Rattlesnake Hills
La cintura di rocce verdi delle Rattlesnake Hills rappresenta un frammento del sinclinale parzialmente esposto della cintura di rocce verdi risalenti all'Archeano posta all'interno del cratone del Wyoming, che è stata intruso da vulcanismo alcalino del Cenozoico. 
La cintura sopracrostale ha subìto deformazioni multifase durante l'Archeano, seguite da una successiva deformazione fragile durante l'orogenesi laramide. La deformazione duttile durante l'Archeano ha dato luogo a foliazione e ad almeno tre episodi di formazione di pieghe. 

## Pieghe
Il nucleo esposto delle Rattlesnake Hills forma una cintura sopracrostale archeana costituita da rocce metasedimentarie e metavulcaniche che sono state intruse da oltre 40 tappi e dicchi alcalini del Cenozoico. Una mappatura eseguita nel 1996, ha indicato che la cintura sopracrostale consisteva di un frammento di cintura di rocce verdi ripiegato, con piegatura isoclina, con una unità più piccola di metapelite, quarzite, banded iron formation e anfibolite chiamata Barlow Springs Formation. Quest'ultima è ricoperta da metatholeiite a cuscino delle McDougal Gulch Metavolcanics, a sua volta ricoperta da metagrovacca intercalata da metachert della Creek Formation. 
Il lembo settentrionale del sinclinale delle Rattlesnake Hills non sembra aver subito un sollevamento e presumibilmente si trova al di sotto di sedimenti del Fanerozoico presenti a nord del sollevamento.

## Mineralizzazione
Nella cintura sono stati riconosciuti almeno tre episodi di mineralizzazione che hanno dato luogo alla formazione di minerali di oro. 
La presenza anomala di oro, associata ad un vulcanismo alcalino cenozoico, suggerisce che questa regione possa rappresentare interesse per la ricerca mineraria di questo prezioso elemento. Le investigazioni condotte inizialmente nel 1982, hanno mostrato che la cintura di rocce verdi delle Rattlesanke Hikks presenta un elevato potenziale per ricerca di minerale d'oro. Dal 1996 sono in corso esplorazioni finalizzate alla ricerca di depositi auriferi.